# گمینا یونگتس
گمینا یونگتس (به لهستانی:  Gmina Joniec) یک گمینا در لهستان است که در شهرستان پوونگسک واقع شده‌است. گمینا یونگتس ۷۲٫۶۴ کیلومتر مربع مساحت و ۲٬۶۱۴ نفر جمعیت دارد.